# Grace Coolidge
Grace Coolidge (n. 3 ianuarie 1879 - d. 8 iulie 1957) a fost soția lui Calvin Coolidge, Președinte al Statelor Unite ale Americii. A fost Prima Doamnă a Statelor Unite ale Americii între 1923 și 1929.